# Rugby 7 en los Juegos Asiáticos 2010
El Rugby 7 en los Juegos Asiáticos de 2010 se disputó entre el 21 y 22 de noviembre en el Guangzhou University Town Stadium de Guangzhou, participaron 9 selecciones masculinas y 8 selecciones femeninas de Asia.

## Equipos participantes
| - China - Corea del Sur - Hong Kong - India - Japón - Malasia - Mongolia - Sri Lanka - Tailandia | - China - Corea del Sur - Hong Kong - India - Japón - Kazajistán - Singapur - Tailandia |

## Medallistas
| Evento                      | Oro        | Plata     | Bronce        |
| --------------------------- | ---------- | --------- | ------------- |
| Masculino (22 de noviembre) | Japón      | Hong Kong | Corea del Sur |
| Femenino (2 de noviembre)   | Kazajistán | China     | Tailandia     |